# 홋카이도 콘사돌레 삿포로
홋카이도 콘사돌레 삿포로(일본어: 北海道コンサドーレ札幌 홋카이도 콘사돌레 삿포로[*], Hokkaido Consadole Sapporo)는 일본의 축구팀이다. 
홋카이도 삿포로시가 연고지다. 팀명 콘사돌레는 "홋카이도 사람들"을 뜻하는 일본어 단어 "도산코"(道産子)를 거꾸로 한 단어인 "콘사도"(こんさど)와 스페인어 단어 "올레"(Ole)를 합성한 단어인데 여기에는 팀을 아끼는 홋카이도 시민들의 마음이 담겨있다.

## 역사
1935년에 가나가와현 가와사키시를 연고지로 한 도시바 호리가와 축구부로 창단 1978년 JSL 2부 리그로 승격했다. 1980년에 도시바 축구부로 개명하고 1989년 JSL 1부 리그로 승격 1992년에 옛 JFL에 참가하게 되며 1995년까지 도시바 SC로 활동했다.
이후 프로리그 J리그로의 승격을 고려했지만 모기업 도시바는 가와사키시를 팀의 연고지로 탐탁치 않게 여겼다. 당시에 가와사키에는 베르디 가와사키(현 도쿄 베르디)가 이미 있었기 때문에 한 도시에 두 팀이 있는 건 좋지 않다고 생각했기 때문이다. 결국 도시바는 지방자치 정부와 지역 사회의 지원이 탄탄한 홋카이도로 연고지를 정했는데 1969년 1월 도쿄 오리온즈 구단 인수 물망에 올랐으나 구단 경영에 용훼하지 말라는 오리온즈 측의 제휴조건 때문에 좌절됐고 롯데가 최종 인수했다.
도시바는 더 이상 팀 재정에 관여하지 않지만 팀 색깔은 여전히 도시바의 상징 붉은색이다.
1997년 JFL 우승으로 J리그에 승격하고 1998년 통합순위 14위를 기록 하지만 불합리한 순위 포인트 방식으로 인해 J1리그 참가결정전으로 내몰렸고 이후 비셀 고베와 아비스파 후쿠오카에게 내리 4연패해 J2리그로 강등 되었다가 2000년 J2리그 우승으로 2년 만에 J1에 복귀하게 된다.
하지만 2002년 통합순위 16위로 재차 J2리그에 강등하게 되었고 2004년 J2리그 꼴찌를 기록하는 등 하위권을 맴돌다가 2007년 J2리그 우승으로 5년 만에 다시 J1리그로 복귀하였으나 이듬해 꼴찌를 기록하여 다시 강등되었다. 2011년 도쿠시마 보르티스와 치열한 승격 경쟁을 벌인 끝에 3위를 기록하여 3년 만에 J1으로 승격하게 되었다.

## 선수단

### 현재 선수 명단
참고: FIFA 자격 규정에 따라 소속된 국가대표팀 국기를 표시합니다. 선수는 복수의 FIFA 비회원국 국적을 가지고 있을 수 있습니다.
| 번호 | 포지션 | 국적 | 이름                   |
| ---- | ------ | ---- | ---------------------- |
| 1    | GK     |      | 가나야마 쥰키          |
| 2    | MF     |      | 요코야마 도모노부      |
| 3    | DF     |      | 다나카 유다이          |
| 4    | MF     |      | 가와이 류지            |
| 5    | DF     |      | 마스카와 다카히로      |
| 6    | MF     |      | 효도 신고              |
| 8    | MF     |      | 후카이 가즈키          |
| 9    | FW     |      | 도쿠라 겐              |
| 10   | MF     |      | 미야자와 히로키 (주장) |
| 11   | FW     |      | 조나탕 헤이스          |
| 13   | FW     |      | 우치무라 요시히로      |
| 14   | DF     |      | 우에하라 신야          |
| 15   | MF     |      | 기쿠치 나오야          |
| 16   | MF     |      | 마에 히로유키          |
| 17   | MF     |      | 이나모토 준이치        |

| 번호 | 포지션 | 국적 | 이름              |
| ---- | ------ | ---- | ----------------- |
| 19   | MF     |      | 이시이 겐고       |
| 20   | MF     |      | 니시 다이고       |
| 21   | GK     |      | 아와카 슌타       |
| 22   | FW     |      | 가나조노 히데타카 |
| 23   | MF     |      | 지에구 마세두     |
| 24   | DF     |      | 후쿠모리 아키토   |
| 26   | MF     |      | 하야사카 료타     |
| 27   | MF     |      | 아라노 다쿠마     |
| 30   | GK     |      | 스기야마 데쓰     |
| 32   | DF     |      | 이시카와 나오키   |
| 35   | DF     |      | 신도 료스케       |
| 37   | FW     |      | 김건희            |
| 38   | FW     |      | 스가 다이키       |
| 40   | FW     |      | 후지무라 렌       |
| 44   | MF     |      | 오노 신지         |
| —    | MF     |      | 줄리뉴            |

- 고바야시 유키(2023 ~ )
- 아라노 다쿠마(2010 ~ )

## 역대 감독
| 감독                | 임기      |
| ------------------- | --------- |
| 다카하시 다케오     | 1987~1996 |
| 오카다 다케시       | 1999~2001 |
| 장외룡              | 2002      |
| 하시라타니 데쓰지   | 2002      |
| 장외룡              | 2003      |
| 미하일로 페트로비치 | 2018~2024 |
| 이와마사 다이키     | 2024~     |

## 역대 우승

### J리그
- JFL 우승(1997년)
- J2리그 우승(2000년, 2007년, 2016년)